# Шевченко, Александра (активистка)
Александра Шевченко (укр. Олександра Шевченко) — соосновательница, активистка и лидер международного женского движения FEMEN.

## Биография

### Ранняя жизнь
Родилась 24 апреля 1988 года в Хмельницком в Украинской ССР в семье военного и учительницы. Училась на факультете экономики и бизнеса, получила специализацию в области управления персоналом.

### Femen
10 апреля 2008 года Анна Гуцол организовала украинское незарегистрированное женское движение Femen в Киеве вместе со своими двумя подругами из Хмельницкого Александрой Шевченко и Оксаной Шачко. Они протестовали против сексуальной эксплуатации украинских женщин.
В конце 2011 года Александра Шевченко вместе с Инной Шевченко и Евгенией Крайзман вышли на международный уровень. 31 октября 2011 года они протестовали против Доминика Стросс-Кана, 5 ноября 2011 года — против Сильвио Берлускони в Риме, на следующий день они протестовали против Папы Римского, а 10 ноября протестовали против проституции в Цюрихе, 9 декабря 2011 года Александра Шевченко в Москве протестовала против Владимира Путина у храма Христа Спасителя.
В 2013 году Шевченко открыла учебный центр FEMEN в Берлине. 9 февраля 2013 года протестовала против калечащих операций на женских половых органах на Берлинском кинофестивале — на её голой груди было написано: «Stop Cutting My Pussy». 6 марта 2013 года активистки FEMEN в сотрудничестве с французской писательницей Галей Акерман выпустили свою первую книгу под названием «FEMEN» на французском языке.
8 апреля, в день открытия международной промышленной ярмарки «Ганновер-2013», группа из пяти активисток черным гримом нарисовали на груди и спине лозунг «К черту диктатора» на русском и английском языках. Когда Владимир Путин и Ангела Меркель выходили из машины, Шевченко разделась и подбежала к ним. После этого её вместе с другими активистками арестовали на 5 часов. Об этой акции Шевченко дала интервью изданию The Guardian.
В августе 2013 года Шевченко получила политическое убежище во Франции.

## Книги
- FEMEN — Calmann-Lévy (Paris 2013), 280 страниц. ISBN 978-2-7021-4458-9. (Издание на французском языке) (Галя Акерман, Анна Гуцол, Оксана Шачко, Александа Шевченко, Инна Шевченко)

## Личная жизнь
В 2014 году вышла замуж за фотожурналиста Дмитрия Костюкова из Севастополя, познакомились в 2013 году во время работы над статьей о FEMEN для New York Times. Имеет от него сына Тима. Живёт в Париже.

## Фото

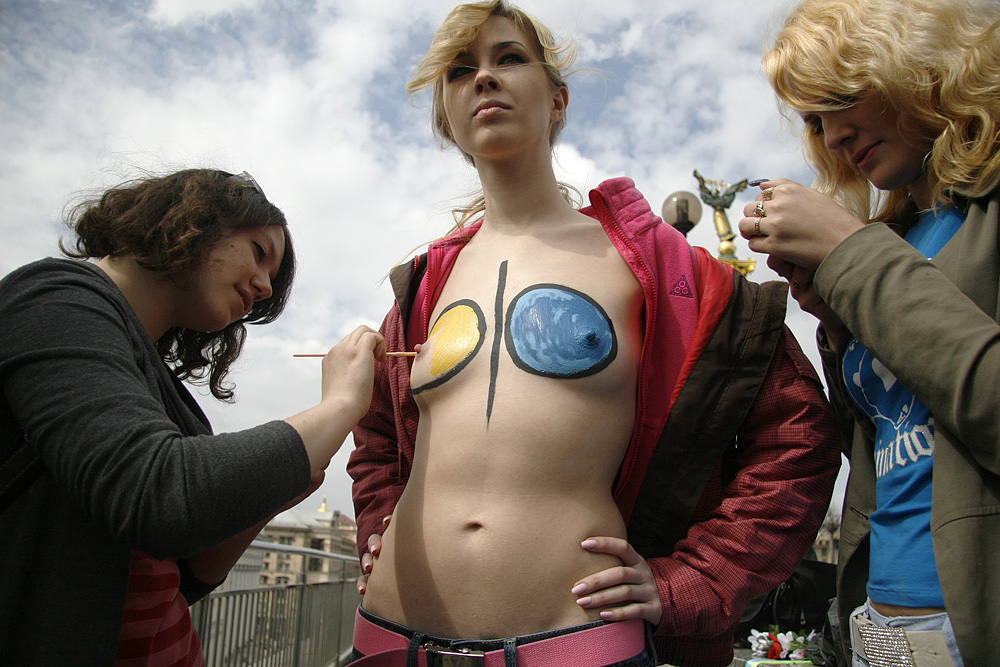
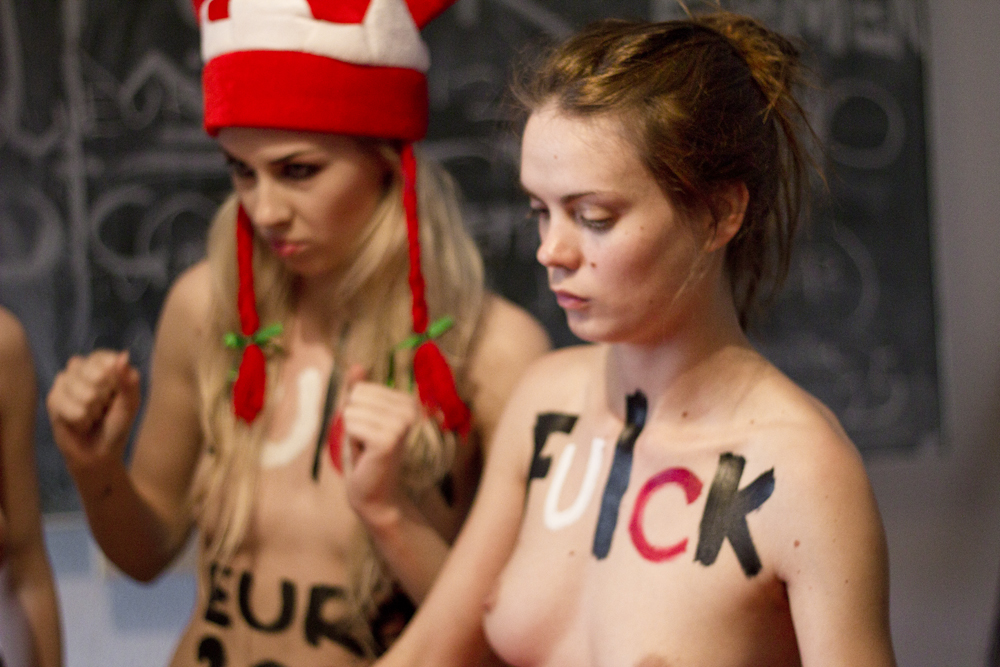
Александра Шевченко и Оксана Шачко
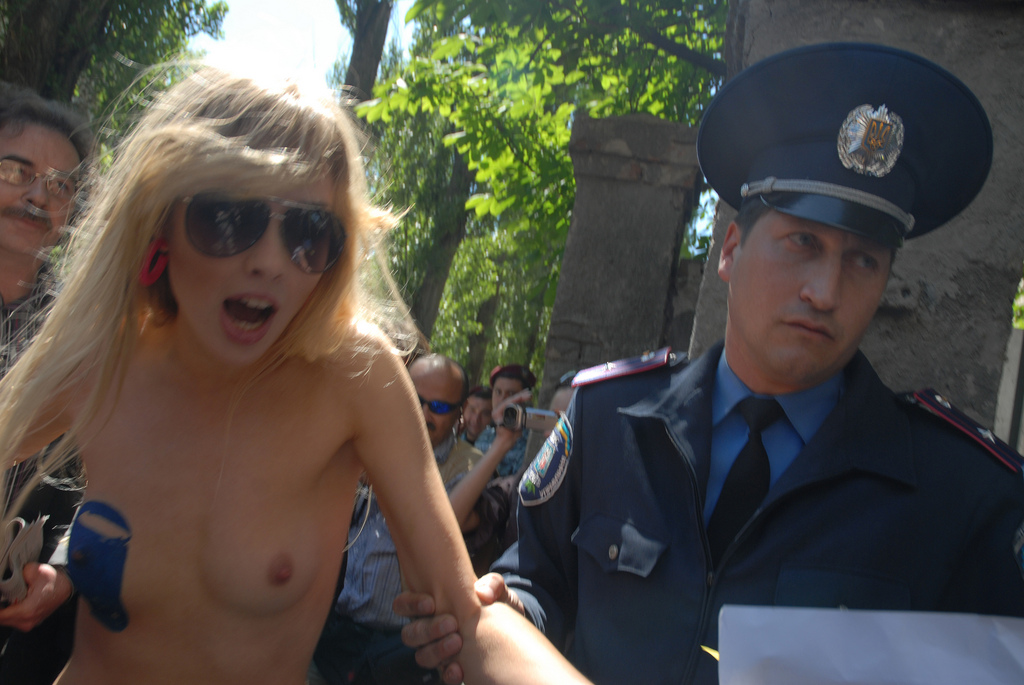
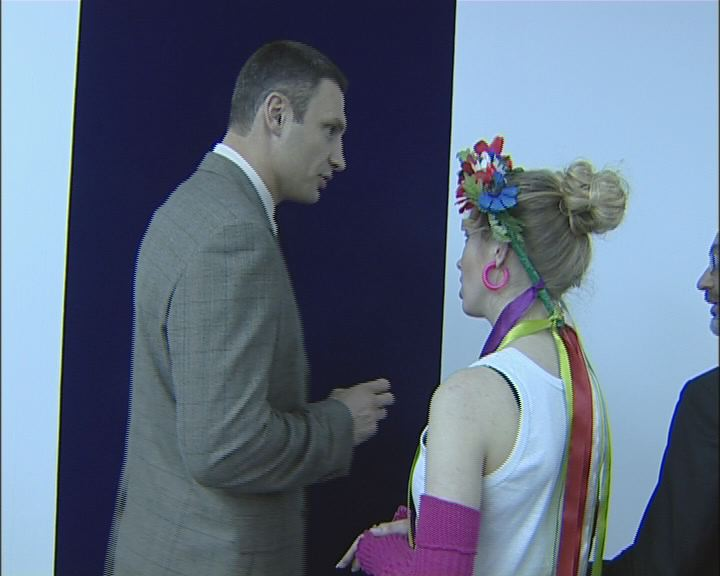
Александра Шевченко и Виталий Кличко
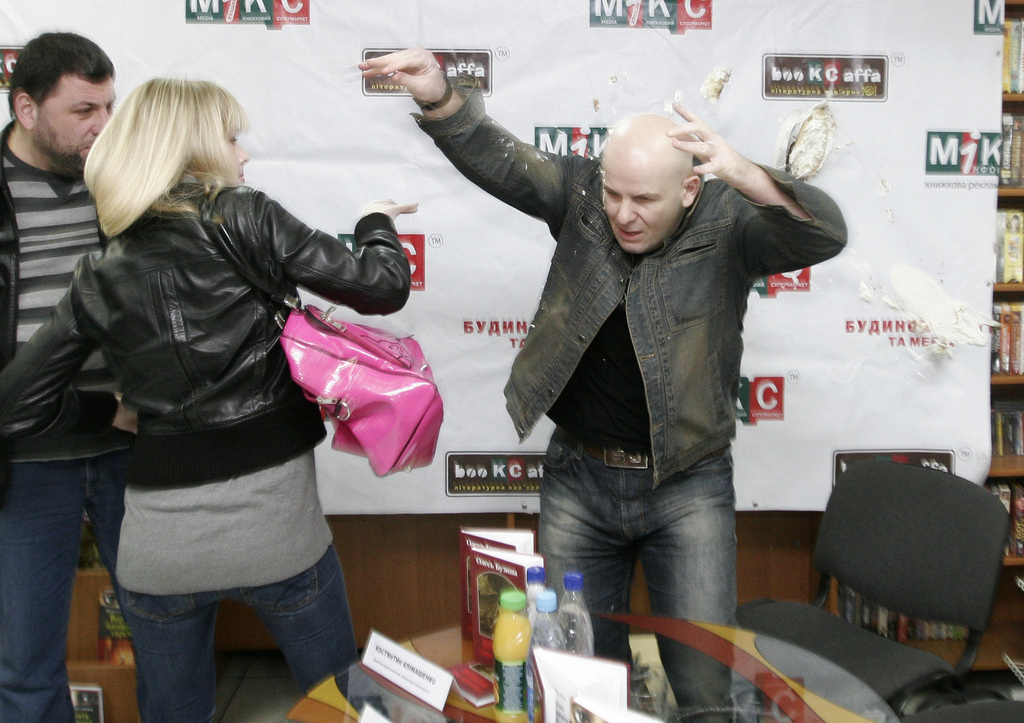
Александра Шевченко бросает торт в Олеся Бузину в знак протеста против его книги в поддержку прав мужчин (2009)
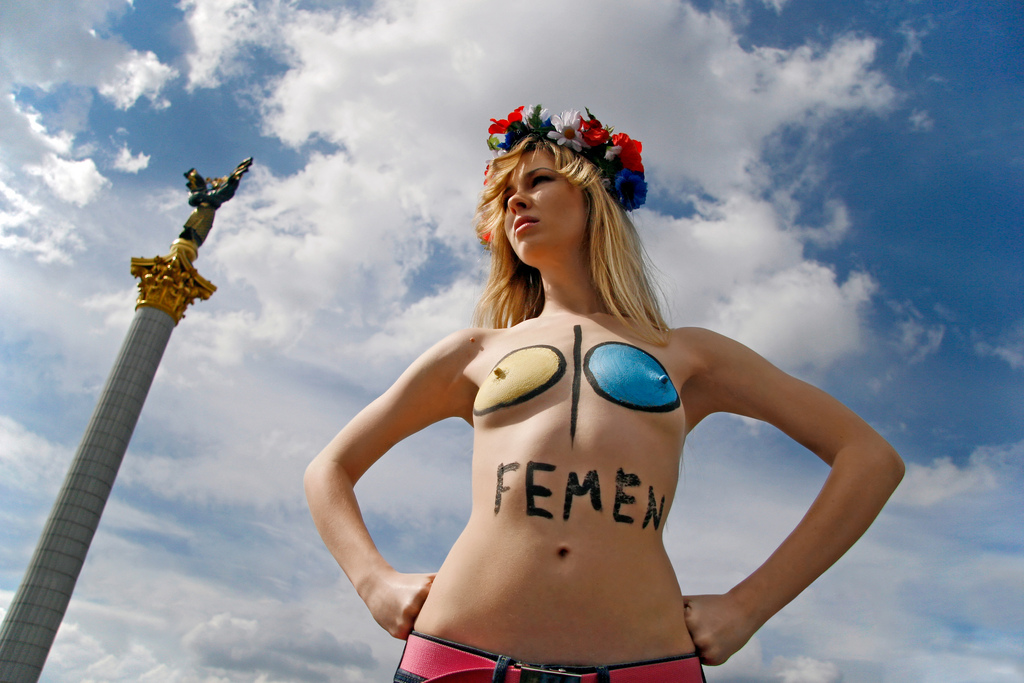
Александра Шевченко

## Фильмография
- 2014: «Украина не бордель» (англ. Ukraine Is Not a Brothel) — документальный фильм австралийского режиссёра Китти Грин;
- 2014: «Я — Фемен» (фр. Je suis Femen) — французский документальный фильм Алена Марго;
- 2014: «Голая война» (англ. Naked War) — франко-немецкий документальный фильм.